# Karl Wilhelm Ferdinand Solger

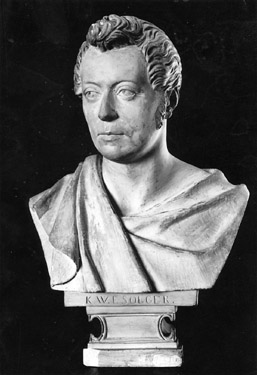
Büste von Solger

Karl Wilhelm Ferdinand Solger (* 28. November 1780 in Schwedt a. O. in der Uckermark; † 25. Oktober 1819 in Berlin) war ein Philologe und Philosoph des Deutschen Idealismus.

## Leben
Nach einem Besuch des Berliner Gymnasiums zum Grauen Kloster studierte Solger von 1798 bis 1801 in Halle Jura und klassische Philologie und verbrachte anschließend ein Semester in Jena, wo er Friedrich Wilhelm Joseph Schellings Vorlesungen zur „Darstellung meines Systems der Philosophie“ hörte. 1802 bereiste er Frankreich und die Schweiz. Nach Berlin zurückgekehrt wurde er Referendar in der Kriegs- und Domänenkammer und betrieb seine Studien weiter. So nahm er etwa 1804 an Johann Gottlieb Fichtes Kollegium über die Wissenschaftslehre teil. 1807 verließ er den Staatsdienst, promovierte 1808 mit seiner Übersetzung der sophokleischen Tragödien und folgte 1809 einem Ruf an die Universität Frankfurt/Oder.
1811 wurde Solger an die neu gegründete Berliner Universität berufen, wo er 1814–15 Rektor wurde. Seine Lehre umfasste neben weiten Feldern der klassischen Philologie auch die Philosophie mit Schwerpunkten in der Ästhetik, Metaphysik, Logik und Philosophie des Rechts. Hier wirkte er neben Johann Gottlieb Fichte, Friedrich Daniel Ernst Schleiermacher und Georg Wilhelm Friedrich Hegel, zu deren Berufung nach Berlin er entscheidend beitrug, und war bis zu seinem plötzlichen Tod im Herbst 1819 tätig.

### Freitaggesellschaft
In seiner Studienzeit nahm Solger in Halle mit Freunden an der sogenannten Freitag-Gesellschaft teil: An besagtem Wochentag wurde die literarische und wissenschaftliche Aktualität diskutiert, oder es wurden eigene Texte vorgelesen und kritisch kommentiert. Diese Freundesgruppe blieb bis in das spätere 19. Jahrhundert hinein im Kontakt. Zu dieser gehörten u. a. Friedrich von Raumer, Friedrich Heinrich von der Hagen, Ludwig Hain, Friedrich August Gotthold. Darüber hinaus hatte Solger während seines Jenaer Semesters die Griechische Gesellschaft von Johann Heinrich Voss dem Jüngeren besucht, wo er sich mit letzterem und mit Bernhard Rudolf Abeken eng befreundete. Seinen engsten Freund lernte er allerdings erst später kennen: 1811 begann die Freundschaft mit dem Dichter Ludwig Tieck. Der rege Gedankenaustausch zu den Themen der Shakespeare-Philologie, der Religion, der Ironie, hörte zwischen beiden Männern erst mit Solgers Tod auf.

### Familie
1813 heiratete Solger Henriette von der Groeben, die einzige Tochter des Majors Wilhelm Ludwig Heinrich von der Groeben († 1794) und seiner Frau Henriette Emilie von Kropff (1772–1856). Er hatte mit ihr vier Kinder (eins starb 1816 im Alter von einem Jahr). Seine Tochter Adelheid (1817–1870) heiratet am 15. Juli 1836 den niederländischen Politiker Johan Rudolf Thorbecke (1798–1872). Sie waren gut bekannt mit dem Dichter Ludwig Tieck, später zog die Witwe sogar seinetwegen nach Dresden; ihre Korrespondenz ist noch teilweise erhalten.

### Tod und Grabstätte
Karl Wilhelm Ferdinand Solger starb, wenige Wochen vor seinem 39. Geburtstag, am 25. Oktober 1819 in Berlin. Beigesetzt wurde er auf dem Friedhof der Dorotheenstädtischen und Friedrichswerderschen Gemeinden an der Chausseestraße. Das Grab ist nicht erhalten.

## Werk
Solger veröffentlichte zunächst Übersetzungen aus dem Griechischen, insbesondere des Pindar in der Zeitschrift Pantheon. Erfolgreich nur in geringem Ausmaß war die Veröffentlichung der Übersetzung des Sophokles (Berlin 1808, 2 Bde.; 3. Aufl. 1837; Neuedition 2008 bei Fischer TB), der Solger allerdings einen guten Ruf in der Gelehrtenwelt und selbst bei Goethe zu verdanken hatte.
Ab 1809 arbeitete er an einem umfangreichen Mythologie-Werk, das er nicht vollenden konnte. Parallel dazu erarbeitete er zwischen 1811 und 1815 einen vierteiligen Dialog, Erwin. Vier Gespräche über das Schöne und die Kunst (Berlin 1815, 2 Bde.; kommentierter Reprint in 1 Bd. von W. Henckmann 1970), der so gut wie unbeachtet blieb, obwohl zentrale Begriffe aus dem romantischen und idealistischen Gedankengut wieder aufgegriffen und artikuliert wurden (Symbol und Allegorie, Ironie).
Darauf folgten Philosophische Gespräche (Berlin 1817).
Solger starb zum Zeitpunkt der Veröffentlichung seiner umfangreichen Rezension der Vorlesungen A.W. Schlegels zur dramatischen Kunst und Literatur in den Wiener Jahrbüchern (Reprint durch W. Henckmann zusammen mit dem Erwin 1970). Am bekanntesten ist die posthume Ausgabe seiner Vorlesungen über Ästhetik durch seinen ehemaligen Studenten Karl Wilhelm Ludwig Heyse (Berlin 1829), welche die Thematik des Erwin mit einer zugänglicheren, allerdings aber flacheren Präsentationsform wieder aufnimmt.
Die meisten unabgeschlossenen Texte Solgers sind in seinen Nachgelassenen Schriften und Briefwechsel zu finden, die von seinen Freunden Johann Ludwig Tieck und Friedrich von Raumer herausgegeben wurden (Leipzig 1826, 2 Bde.; Reprint 1973).

## Rezeption
Bislang wurde Solger in erster Linie als Theoretiker des Symbols und der Ironie rezipiert. Im Mittelpunkt der Rezeption seiner Ästhetik steht der Begriff der 'Romantischen Ironie'. Unter diesem Stichwort wird Solger meist dem Ironiebegriff der Jenaer/Schlegelschen Romantik angenähert. Doch geht das ästhetische Denken Solgers von einem anderen Ansatz aus als das Denken Schlegels. Darüber hinaus richtet sich das Interesse der aktuellen Forschung auf weitere Aspekte seiner Philosophie, u. a. die Philosophie der Religion und die Metaphysik sowie die Theorie des Dialogs.

## Bekannte Schüler
- Johann Gottlieb Kunisch (1789–1852) war ein deutscher Gymnasiallehrer am Collegium Fridericianum in Breslau, Buchautor und Redakteur

## Werke
- Erwin. Vier Gespräche über das Schöne und die Kunst. Berlin 1815. (Digitalisat 1. Theil; Digitalisat 2. Theil)
- Philosophische Gespräche. Berlin 1817 (Digitalisat Erste Sammlung)
- Solger’s nachgelassene Schriften und Briefwechsel. Leipzig 1826 (Digitalisat 1. Band, Digitalisat 2. Band)
- K. W. F. Solger’s Vorlesungen über Aesthetik. Leipzig 1829 (Digitalisat)